# Lajos Kiss
Lajos Kiss (n. 22 mai 1934, Miskolc, Regatul Ungariei – d. 31 august 2014) a fost un caiacist ce a reprezentat Ungaria, medaliat olimpic. A participat la o ediție a Jocurilor Olimpice (1956) în care a câștigat o medalie de bronz.